# Vladímir Stógov
Vladímir Stepànovitx Stógov fou un aixecador rus que va competir sota bandera de la Unió Soviètica durant les dècades de 1950 i 1960.
El 1956 va prendre part en els Jocs Olímpics d'Estiu de Melbourne, on guanyà la medalla de plata la prova del pes gall del programa d'halterofília. Una lesió va impedir la seva participació als Jocs Olímpics d'Estiu de 1960.
En el seu palmarès també destaquen cinc medalles d'or, el 1955, 1957, 1958, 1959 i 1961, i una de bronze, el 1962, al Campionat del Món d'halterofília; i dues d'or al Campionat d'Europa d'halterofília, el 1956 i 1960. Stógov també es proclamà quatre vegades campió de l'URSS (1955, 1956L 1957 i 1959) i va establir vuit rècords mundials de la categoria del pes gall. Una vegada retirat va treballar com a entrenador d'halterofília a Moscou. Entre els seus deixebles destaquen Mukharby Kirzhinov i Oleg Karayanidi.